# Gorō Shimura
Gorō Shimura (jap. 志村五郎 Shimura Gorō; ur. 23 lutego 1930 w Hamamatsu, zm. 3 maja 2019 w Princeton) – japoński matematyk, profesor emeritus matematyki na Uniwersytecie Princeton pracujący w teorii liczb.
Znany z twierdzenia modularności (twierdzenie Shimura-Taniyama).
W 1991 roku otrzymał Nagrodę Asahi.